# Johann Christian Gottlieb Ackermann
Johann Christian Gottlieb Ackermann, nemški kemik, zdravnik in univerzitetni učitelj, * 17. februar 1756, Zeulenroda, † 9. marec 1801, Altdorf bei Nürnberg.
Leta 1775 je postal predavatelj na Medicinski fakulteti v Halleju, nato pa se je leta 1777 vrnil v rodni kraj, kjer se je ukvarjal z medicino in fiziko. Leta 1786 je postal profesor kemije na Univerzi v Altdorfu.
Njegovo glavno znanstveno delovanje je bilo namenjeno zgodovini medicine, še posebej v času srednjega veka.